# Friedrich von der Decken (Generalmajor)

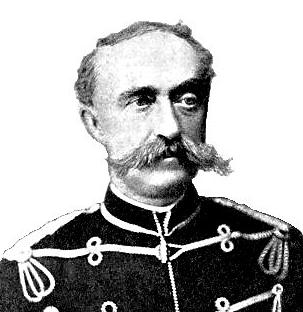
Friedrich von der Decken

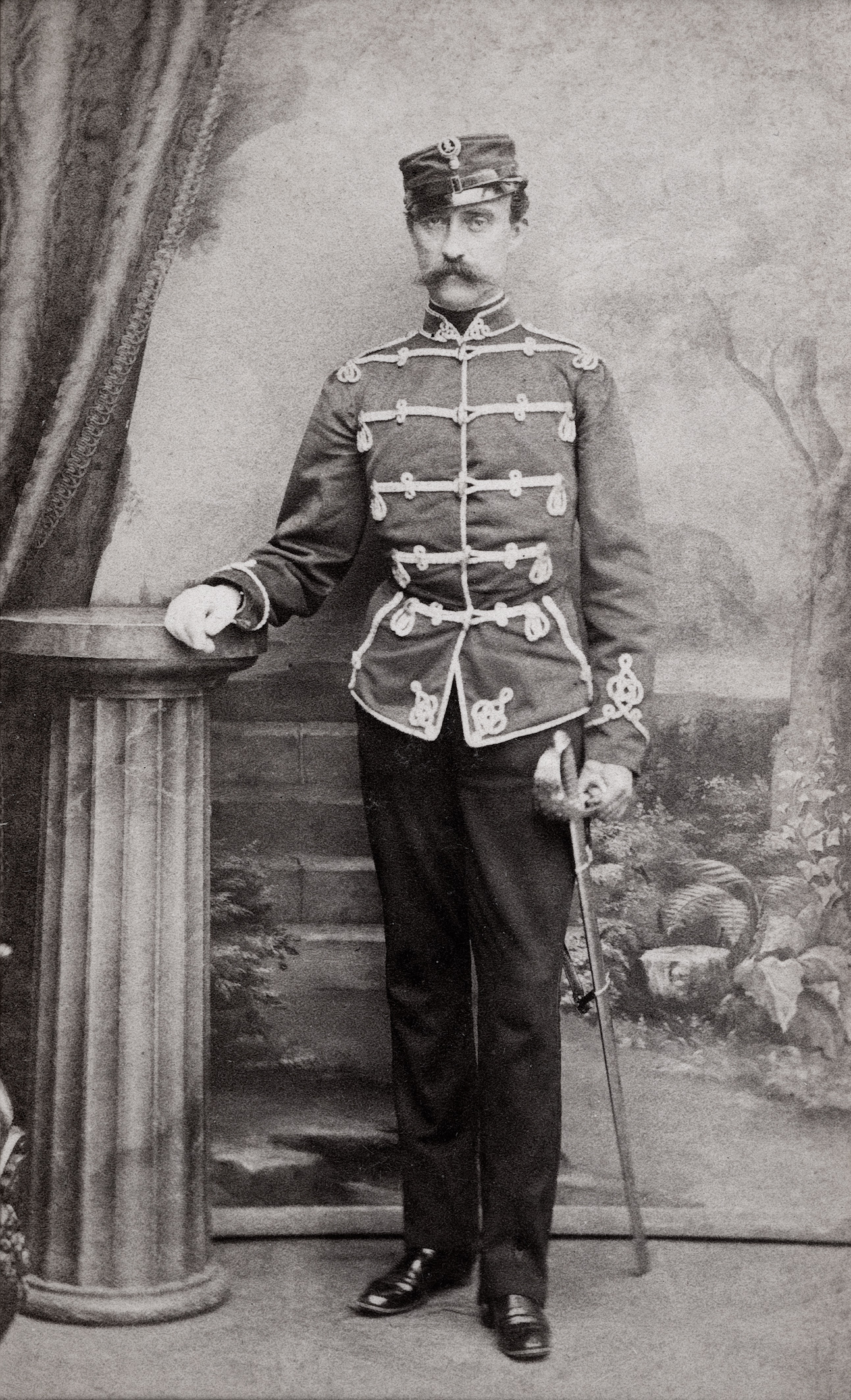
Friedrich von der Decken

Friedrich Karl Engelbert von der Decken (* 14. November 1824 in Ritterhude; † 15. Februar 1889 in Hannover) war ein preußischer Generalmajor.

## Leben

### Herkunft
Er war Angehöriger des niedersächsischen Adelsgeschlechts von der Decken. Seine Eltern waren der hannoversche Generalmajor Arnold von der Decken und Johanna, geb. von der Wisch. Der sächsische Generalleutnant Gideon von der Decken war sein Bruder.

### Laufbahn
Decken trat am 5. April 1842 als Kadett im Cambridge Dragona-Regiment in die hannoversche Armee ein. Am 7. Februar 1843 avancierte er zum Sekondeleutnant, am 23. Mai 1851 zum Premierleutnant, am 11. Mai	1859 zum Rittmeister sowie am 27. Mai 1860 zum Schwadronchef im Garde-Husaren-Regiment. Er kämpfte 1866 bei Langensalza als Eskadronchef gegen Preußen.
Als Eskadronchef trat er am 9. März 1867 ins preußische Dragoner-Regiment Nr. 11 über und stieg bereits am 25. Mai 1867 zum Major auf. Am 18. Juni 1869 war er etatmäßiger Stabsoffizier im Dragoner-Regiment Nr. 9. In dieser Funktion hatte er am Deutsch-Französischen Krieg teilgenommen. Er wurde am 19. März 1872 à la suite mit der Führung des Magdeburgischen Husaren-Regiment Nr. 10 beauftragt und am 15. August 1872 ebd. zum Kommandeur ernannt. Seine Beförderung zum Oberstleutnant erfolgte am 22. März 1873 und die zum Oberst am 18. Januar 1875. Seit dem 10. Juli 1880 war er zudem Kommandeur der 10. Kavallerie-Brigade. Am 30. März 1881 avancierte er schließlich zum Generalmajor. Ab 1884 hatte er in Stendal Garnison genommen, wurde aber bereits am 2. Juli 1884 auf sein Gesuch hin mit Pension zur Disposition gestellt.

### Familie
Decken heiratete 1863 in Verden Anna von der Decken gen. von Offen. Aus dieser Ehe ging der Sohn Gideon, ein preußischer Rittmeister, hervor.